# サラ・ヘフリン
サラ・ヘフリン（Sarah Höfflin, 1991年1月8日 - ）は、スイスの女子フリースタイルスキー選手。2018年平昌オリンピックフリースタイルスキースロープスタイル金メダリスト。

## 経歴
スイス人の父、オランダ人の母との間に生まれ、12歳からイギリスに移り住みスキーのトレーニングを始めた。2015年、スイスナショナルチーム入りし、2018年エックスゲームズビッグエアで優勝、2018年平昌オリンピックフリースタイルスキースロープスタイルで金メダルを獲得した。